# Tagudin
Tagudin ist eine Stadtgemeinde in der philippinischen Provinz Ilocos Sur und liegt am Südchinesischen Meer. Im Süden grenzt sie an die Provinz La Union. In Tagudin wurden die ersten zwei Sonnenuhren der Philippinen aufgebaut, welche heute noch dort stehen. Weiter befinden sich in der Gemeinde ein Strand, ein Leuchtturm und zwei Brücken, von welchen eine nach der Frau des ehemaligen Präsidenten Elpidio Quirino benannt ist. Die meisten Menschen, die das flache Gebiet bewohnen, leben vom Reisanbau, von der Fischerei und der Weberei. Der Fluss Amburayan passiert die Gemeinde südlich. 
Tagudin ist in folgende 43 Baranggays aufgeteilt:
| - Ag-aguman - Ambalayat - Baracbac - Bario-an - Baritao - Becques - Bimmanga - Bio - Bitalag - Borono - Bucao East - Bucao West - Cabaroan - Cabugbugan - Cabulanglangan | - Dacutan - Dardarat - Del Pilar - Farola - Gabur - Garitan - Jardin - Lacong - Lantag - Las-ud - Libtong - Lubnac - Magsaysay - Malacañang | - Pacac - Pallogan - Pula - Pudoc East - Pudoc West - Quirino - Ranget - Rizal - Salvacion - San Miguel - Sawat - Tallaoen - Tampugo - Tarangotong |